# منطقة ستار سيتي التعليمية
منطقة ستار سيتي التعليمية (بالانجليزية:star city district) هي منطقة مدارس عامة يقع مقرها الرئيسي في ستار سيتي، أركنساس، الولايات المتحدة، وهي تخدم مدينة ستار سيتي و جرادي ومناطق أخرى.